# Ministre du Travail (Canada)
Le ministre du Travail, anciennement désigné ministre du Travail et du Logement ou ministre du Travail et des Aînés, était le ministère de la Couronne du cabinet du Canada chargé de l'établissement de normes nationales du travail. L'essentiel de la responsabilité est provinciale, mais le gouvernement fédéral est responsable des questions de travail dans les industries relevant de sa juridiction. Il peut également y avoir simultanément un ministre de l'Emploi et un ministre du Travail comme ce fut le cas de novembre 2019 et mars 2025.
Steven MacKinnon, député de Gatineau, est le titulaire le plus récent du poste (19 juillet 2024 au 14 mars 2025).

## Historique
De 2004 à 2006, il a été appelé ministère du Travail et du Logement, un changement de nom correspondant au transfert de la responsabilité de la Société canadienne d'hypothèques et de logement à ce moment.
Entre 2015 et 2019, le poste de ministre du Travail est aboli, le ministre de l'Emploi, du Développement de la main d’œuvre et du Travail occupant ses attributions.
Du 20 novembre 2019 au 26 juillet 2023, le poste de ministre du Travail est à nouveau distinct.
À partir du 26 juillet 2023, le poste de ministre des Aînés est ajouté, pour devenir le ministre du Travail et des Aînés. Puis, le 20 décembre 2024, le poste devient de nouveau ministre du Travail.
Lors de la constitution du 30e conseil des ministres dirigé par Mark Carney aucun ministre du Travail n'est désigné : Steven MacKinnon est nommé ministre de l'Emploi et des Familles.

### Liste des titulaires
| Titulaire Parti                                              | Titulaire Parti                                              | Titulaire Parti                                              | Début                                        | Fin              | Gouvernement     | Ministère                                                   |
| ------------------------------------------------------------ | ------------------------------------------------------------ | ------------------------------------------------------------ | -------------------------------------------- | ---------------- | ---------------- | ----------------------------------------------------------- |
|                                                              |                                                              | Bill McKnight Progressiste-conservateur                      | 17 septembre 1984                            | 29 juin 1986     | 24e (Mulroney)   | Travail Canada                                              |
|                                                              |                                                              | Pierre Cadieux Progressiste-conservateur                     | 30 juin 1986                                 | 29 janvier 1989  | 24e (Mulroney)   | Travail Canada                                              |
|                                                              |                                                              | Jean Corbeil Progressiste-conservateur                       | 30 janvier 1989                              | 20 avril 1991    | 24e (Mulroney)   | Travail Canada                                              |
|                                                              |                                                              | Marcel Danis Progressiste-conservateur                       | 21 avril 1991                                | 24 juin 1993     | 24e (Mulroney)   | Travail Canada                                              |
|                                                              |                                                              | Bernard Valcourt Progressiste-conservateur                   | 25 juin 1993                                 | 3 novembre 1993  | 25e (Campbell)   | Travail Canada                                              |
|                                                              |                                                              | Lloyd Axworthy Libéral                                       | 4 novembre 1993                              | 21 février 1995  | 26e (Chrétien)   | Travail Canada                                              |
|                                                              |                                                              | Lucienne Robillard Libéral                                   | 22 février 1995                              | 24 janvier 1996  | 26e (Chrétien)   | Travail Canada                                              |
|                                                              |                                                              | Alfonso Gagliano Libéral                                     | 25 janvier 1996                              | 11 juillet 1996  | 26e (Chrétien)   | Travail Canada                                              |
| 12 juillet 1996                                              | 10 juin 1997                                                 | Alfonso Gagliano Libéral                                     | Développement des ressources humaines Canada |                  | 26e (Chrétien)   |                                                             |
|                                                              |                                                              | Lawrence MacAulay Libéral                                    | Développement des ressources humaines Canada | 11 juin 1997     | 26e (Chrétien)   | 22 novembre 1998                                            |
|                                                              |                                                              | Claudette Bradshaw Libéral                                   | Développement des ressources humaines Canada | 23 novembre 1998 | 26e (Chrétien)   | 12 décembre 2003                                            |
| 12 décembre 2003                                             | 19 juillet 2004                                              | Claudette Bradshaw Libéral                                   | Développement des ressources humaines Canada | 27e (Martin)     |                  |                                                             |
|                                                              |                                                              | Joe Fontana Libéral                                          | Développement des ressources humaines Canada | 27e (Martin)     | 20 juillet 2004  | 4 octobre 2005                                              |
| 4 octobre 2005                                               | 5 février 2006                                               | Joe Fontana Libéral                                          | RHDCC                                        | 27e (Martin)     |                  |                                                             |
|                                                              |                                                              | Jean-Pierre Blackburn Conservateur                           | 6 février 2006                               | 29 octobre 2008  | 28e (Harper)     | Ressources humaines et Développement social Canada          |
|                                                              |                                                              | Rona Ambrose Conservateur                                    | 30 octobre 2008                              | 18 janvier 2010  | 28e (Harper)     | Ressources humaines et Développement des compétences Canada |
|                                                              |                                                              | Lisa Raitt Conservateur                                      | 19 janvier 2010                              | 14 juillet 2013  | 28e (Harper)     | Ressources humaines et Développement des compétences Canada |
|                                                              |                                                              | Kellie Leitch Conservateur                                   | 15 juillet 2013                              | 11 décembre 2013 | 28e (Harper)     | Ressources humaines et Développement des compétences Canada |
| 11 décembre 2013                                             | 3 novembre 2015                                              | Kellie Leitch Conservateur                                   | Emploi et Développement social Canada        |                  | 28e (Harper)     |                                                             |
| Fusionné au volet Emploi et développement de la main d'œuvre | Fusionné au volet Emploi et développement de la main d'œuvre | Fusionné au volet Emploi et développement de la main d'œuvre | Emploi et Développement social Canada        | 4 novembre 2015  | 20 novembre 2019 | 29e (J. Trudeau)                                            |
|                                                              |                                                              | Filomena Tassi Libéral                                       | Emploi et Développement social Canada        | 21 novembre 2019 | 26 octobre 2021  | 29e (J. Trudeau)                                            |
|                                                              |                                                              | Seamus O'Regan Libéral                                       | Emploi et Développement social Canada        | 26 octobre 2021  | 26 juillet 2023  | 29e (J. Trudeau)                                            |
|                                                              |                                                              | Seamus O'Regan Libéral                                       | Emploi et Développement social Canada        | 26 juillet 2023  | 18 juillet 2024  | 29e (J. Trudeau)                                            |
|                                                              |                                                              | Steven MacKinnon, Libéral                                    | Emploi et Développement social Canada        | 19 juillet 2024  | 20 décembre 2024 | 29e (J. Trudeau)                                            |
|                                                              |                                                              | Steven MacKinnon Libéral                                     | Emploi et Développement social Canada        | 20 décembre 2024 | 14 mars 2025     | 29e (J. Trudeau)                                            |